# Älgafallet
Älgafallet (norska: Elgåfossen) är ett vattenfall som ligger i Tanums och Haldens kommuner och utgör gräns mellan Sverige och Norge. Vattenfallet är Bohusläns och Østfolds högsta oreglerade vattenfall med sina 46 meters fallhöjd. Vattenfallet är upplyst kvällstid av tre lampor med hjälp av solceller.
Förr fanns här en såg och en kvarn. Älgafallet ligger utefter Bohusleden och Kuststigen.

### Fotnoter
1. ↑  Lilja Gunnarsson. ”Reportage om Guide till naturen”. Tanums kommun. Arkiverad från originalet den 16 september 2016. https://web.archive.org/web/20160916083134/https://www.tanum.se/huvudmeny/boendemiljoinfrastruktur/naturenitanum/bokenguidetillnaturen/reportageomboken.4.76b9123414599205f784183b.html. Läst 6 november 2015.
2. ↑  Älgafallet, Tanum Turist Ekonomisk Förening. Läst 7 februari 2021.
3. ↑  Nu lyser det om Älgafallet i mörkret, Strömstads Tidning. Publicerat 15 maj 2018. Läst 7 februari 2021.
4. ↑  Nornäs - Vassbotten - Bohusleden, Västkuststiftelsen. Läst 7 februari 2021.